# Республика Башкортостан (газета)
«Республика Башкортостан» — русскоязычная общественно-политическая газета, издающаяся в Башкортостане. Газета освещает общественно-политические события, происходящие в регионе.

## История издания
Газета начала выходить 8 (21) октября 1906 года под названием «Уфимский рабочий». Всего вышло 28 номеров. В создании подпольной типографии, где она печаталась, принимал участие А. Д. Цюрупа. Первый редактор Алексей Христофорович Митрофанов (партийная кличка Романыч); после его отправки на партийную работу Борис Михайлович Волин. 17 (30) октября 1908 года выпуск газеты был остановлен.
С 19 марта 1917 года начала выходить как ежедневная газета «Вперед!» (орган Уфимского объединенного комитета РСДРП), редактор Алексей Иванович Свидерский. Вскоре по решению ЦК РСДРП его сменила Людмила Николаевна Сталь. С июля 1919 года газета стала выходить под названием «Известия Уфимского губернского революционного комитета». B 1922 году  газета получила название «Власть труда» — орган Башкирского обкома РКП(б) и ЦИК Башкирской АССР; с 1 января 1925 года до сентября 1951 года выходит  под  названием «Красная Башкирия». С сентября 1951 года  — «Советская Башкирия».
В настоящее время — «Республика Башкортостан».

## Награды
- Орден Трудового Красного Знамени (11 августа 1966).